# 纳希切万经济区
纳希切万经济区，阿塞拜疆共和国的14个经济区之一，该经济区的地域范围与纳希切万自治共和国相同，包括首府纳希切万，以及巴贝克区、朱利法区、坎加利区、奥尔杜巴德区、萨达拉克区、沙赫布兹区、沙鲁尔区7个区。该经济区的面积为5500 km²，占阿塞拜疆国土总面积的6%。

## 历史
2021年之前，纳希切万经济区便是阿塞拜疆10个经济区之一。2021年，阿塞拜疆将其行政区划重新规划后，纳希切万经济区的范围未发生变化。